# Château-Richer
Château-Richer es una ciudad de la provincia de Quebec, Canadá. Es una de las ciudades que conforman la Comunidad Metropolitana de Quebec y se encuentra en el condado regional de La Côte-de-Beaupré y a su vez, en la región administrativa de la Capitale-Nationale. Hace parte de las circunscripciones electorales de Montmorency a nivel provincial y de Charlevoix−Montmorency a nivel federal.

## Geografía
Château-Richer se encuentra ubicada en las coordenadas 46°58′00″N 71°01′00″O / 46.96667, -71.01667. Según Statistics Canada, tiene una superficie total de 229,55 km² y es una de las 1135 municipalidades en las que está dividido administrativamente el territorio de la provincia de Quebec.

## Demografía
Según el censo de 2011, había 3834 personas residiendo en esta ciudad con una densidad poblacional de 16,7 hab./km². Los datos del censo mostraron que de las 3563 personas censadas en 2006, en 2011 hubo un aumento poblacional de 271 habitantes (7,6%). El número total de inmuebles particulares resultó de 1789 con una densidad de 7,79 inmuebles por km². El número total de viviendas particulares que se encontraban ocupadas por residentes habituales fue de 1676.